# ブエノスアイレスラグビー協会
ブエノスアイレスラグビー協会（ブエノスアイレスラグビーきょうかい、西: Unión de Rugby de Buenos Aires、略称: URBA）は、アルゼンチンのブエノスアイレスおよび首都圏を管轄するラグビーユニオンの地域協会。

## 概要
アルゼンチンラグビー協会が統括する25の地域協会の1つで、ブエノスアイレス首都圏を管轄する同国最大の地域協会である。トルネオ・デ・ラ・URBAの他に、大学チーム、女子チーム、ユースチームなどの大会を組織・運営している。
アルゼンチンにはラグビーのクラブチームのための全国リーグが存在せず、地方ごとに地域協会が主催する地域リーグが開催されている。地域協会の1つであるブエノスアイレスラグビー協会は、ブエノスアイレス首都圏のチームが参加するトルネオ・デ・ラ・URBAを主催している。トルネオ・デ・ラ・URBAの優勝チームは、クラブ国内王者を懸けてトルネオ・デル・インテリオールの優勝チームとナシオナル・デ・クルベスで対戦する。
CAロサリオはブエノスアイレス首都圏ではないサンタフェ州ロサリオのチームであるが、ブエノスアイレスラグビー協会（URBA）およびロサリオラグビー協会（URR）の両協会の設立に携わった経緯から、特例的に両協会に所属している。
ブエノスアイレスラグビー協会はラス・アギラス（Las Águilas）と呼ばれる地域協会代表チームを編成しており、1945年から2017年にかけて開催されていたカンペオナート・アルヘンティーノ・デ・マジョーレス（各地域協会の代表チームによる選手権）では、全73大会のうち歴代最多となる37回の優勝を記録した。

## 歴史
1899年4月10日、ブエノス・アイレスFC、ローマスAC、ベルグラーノAC、CAロサリオの4クラブにより、アルゼンチンラグビー協会（UAR）の前身となるリバープレートラグビー協会（River Plate Rugby Union）が設立。同年5月から7月にかけてリバープレートラグビー協会選手権（のちのトルネオ・デ・ラ・URBA）の第1回大会が開催された。
1928年、最初の地域協会としてロサリオラグビー協会が、1931年にはコルドバラグビー協会が設立。以降も地域協会が順次設立され、ブエノスアイレス首都圏以外のチームは各地域協会が管轄する体制となった。
1931年5月18日、リオ・デ・ラプラタ・ラグビー協会（Unión de Rugby del Río de la Plata）に改称。
1951年11月29日、アルゼンチンラグビー協会（UAR）に改称。
1995年12月26日、全国協会がブエノスアイレス首都圏の地域協会も兼任するという体制を解消するため、ブエノスアイレス首都圏のチームおよび大会を管轄する地域協会として、アルゼンチンラグビー協会（UAR）から分離する形でブエノスアイレスラグビー協会（URBA）が設立。これに伴いリバープレートラグビー協会選手権はブエノスアイレスラグビー協会に移管され、1996シーズンからトルネオ・デ・ラ・URBAとして開催されている。